# Castelnuovo Magra
Castelnuovo Magra es una localidad y comune italiana de la provincia de La Spezia, región de Liguria, con 8.233 habitantes.

## Evolución demográfica
| Gráfica de evolución demográfica de Castelnuovo Magra entre 1861 y 2001 |
|                                                                         |
| Fuente ISTAT - elaboración gráfica de Wikipedia                         |